# Complejo Cultural de la Antigua Aduana
El Complejo Cultural de la Antigua Aduana es un centro cultural de Barranquilla, Colombia. Está integrado por el Archivo Histórico del departamento del Atlántico, la Biblioteca Piloto del Caribe, la Biblioteca Infantil Piloto del Caribe y el Centro de Documentación Musical Hans Federico Neuman. Es administrado por la Corporación Luis Eduardo Nieto Arteta; funciona en históricas edificaciones restauradas como el antiguo edificio de la Aduana y las estaciones del Tranvía y Montoya. Otros escenarios que integran el complejo son el parque cultural Aduana-Elbers, la plaza de la Locomotora, el Auditorio Mario Santo Domingo, una plazoleta, la galería de la Aduana, el Centro de Información y Documentación de la Cámara de Comercio de Barranquilla y La Arcada, espacios para la realización de eventos, presentaciones, asambleas, reuniones, entre otros. Además, en las edificaciones funcionan entidades privadas como la Cámara de Comercio de Barranquilla, la ANDI, Fundesarrollo, el Fondo Regional de Garantías e Incubar. 
La restauración del antiguo edificio de la Aduana fue galardonado con el Primer Premio Nacional de Arquitectura en la categoría de Restauración, y con el Primer Premio Internacional FIABCI de Renovación Urbana.

## Historia
En 1984, el antiguo edificio de la Aduana y las estaciones del tranvía y Montoya fueron declarados monumentos nacionales. 
La Cámara de Comercio de Barranquilla gestó la restauración en 1980. Para ello se conformó la Fundación Caribe de Restauración, encargada de rescatar inmuebles de valor cultural y arquitectónico, y la Corporación Cultural Luis Eduardo Nieto Arteta, sin ánimo de lucro, encargada de velar por el sostenimiento de la obra y administrar sus recursos. La Corporación está conformada por la Cámara de Comercio de Barranquilla (que en 1986 suscribió con el entonces Ministerio de Obras Públicas y Transporte un contrato de administración del inmueble por 50 años), el departamento del Atlántico y Fundecaribe.
La Fundación Caribe de Restauración está conformada por la Gobernación del Atlántico, la Fundación para la Conservación y Restauración del Patrimonio Cultural Colombiano (patrocinada por el Banco de la República), la Cámara de Comercio de Barranquilla y la Fundación Mario Santodomingo.
La restauración tuvo un costo total de mil millones de pesos aportados por la Gobernación del Atlántico (350 millones), la División de Inmuebles Nacionales del Ministerio de Obras (250 millones), Colcultura (200 millones), Cámara de Comercio (150 millones) y el Banco de la República (30 millones).